# Mamie Gummer
Mary Willa Gummer, plus connue sous le nom de Mamie Gummer, est une actrice américaine née le 3 août 1983. Elle est la fille aînée de Meryl Streep.

## Biographie

### Jeunesse et début de carrière
Mary Willa Gummer est la fille ainée du couple formé par l'actrice Meryl Streep et le sculpteur Don Gummer. Elle grandit à Salisbury dans le Connecticut. Elle étudie l'art dramatique à l'université Northwestern de Chicago. En 2005, après l'obtention de son diplôme, elle participe à des castings, prend un agent, et décroche le rôle principal aux côtés de Michael C. Hall dans la pièce Mr. Marmalade, une production off-Broadway,. Pour sa prestation, elle reçoit un Theatre World Award. Elle joue ensuite avec Kate Burton dans la pièce The Water's Edge et est nommée aux Lucille Lortel Awards (en) dans la catégorie « Outstanding Featured Actress ».

### Cinéma
Mamie Gummer débute à l'écran durant son enfance. En 1986, elle apparaît dans La Brûlure (Heartburn) de Mike Nichols aux côtés de Meryl Streep et Jack Nicholson. En 2006, elle tient un petit rôle de secrétaire dans Faussaire (The Hoax) de Lasse Hallström. Dans Le Temps d'un été (Evening), sorti en 2007, elle incarne Lila Wittenborn durant les scènes se déroulant dans les années 1950. Sa mère Meryl Streep joue le personnage lorsque l'action se passe dans les années 2000. En 2015 elle incarne au cinéma Bonnie dans Cake aux côtés de Jennifer Aniston. On la retrouve la même année dans The End of the Tour avec Jesse Eisenberg et Jason Segel. Ainsi que dans Ricki and The Flash où elle incarne Julie aux côtés de Meryl Streep, Kevin Kline et Rick Springfield.

### Télévision
En 2008, elle tient le rôle de Sally Smith Adams dans la mini-série John Adams. Par la suite, elle fait des apparitions dans des séries comme A Gifted Man et The Big C. Elle incarne l'avocate Nancy Crozier dans The Good Wife durant plusieurs saisons. En 2012, elle tient le rôle principal dans la série en treize épisodes Dr Emily Owens (Emily Owens, M.D.),. En 2015 elle incarne Nora, une espionne russe dans la seconde saison de Manhattan.

### Théâtre
Au théâtre, Mamie Gummer joue Cécile de Volanges dans Les Liaisons dangereuses (en), une adaptation de Laclos par Christopher Hampton, reprise en 2008 à l'American Airlines Theatre. Laura Linney, sa partenaire sur John Adams, et Benjamin Walker, son futur mari, font également partie de la distribution,. En 2012, elle joue dans The School for Lies, une production Off-Broadway. À l'automne 2015 elle est de retour sur scène, incarnant Jess dans Ugly Lies the Bone, de Lindsey Ferrentino, une production Off-Broadway. Pour ce rôle elle est nommée dans la catégorie Meilleure Actrice dans une pièce au Drama Desk Awards 2016.
En 2017, elle a joué rôle de Alice dans la pièce de Michael Mitnick The Siegel  au South Coast Repertory à Los Angeles.
En 2018, elle incarne Cyn dans la pièce Our Very Own Carlin McCullough de Amanda Peet au Geffen Playhouse Theater, à Los Angeles.

### Autres activités
Entre 2008 et 2010, elle représente la marque de prêt-à-porter féminin Gérard Darel, succédant à Charlotte Gainsbourg.
Depuis plusieurs années, Mamie s'investit dans plusieurs œuvres caritatives telles que le Women's Refugee Commission et le Nomi Network.

## Vie privée et famille
Mamie Gummer est la fille de l'actrice Meryl Streep et du sculpteur Don Gummer. Elle est la sœur du chanteur Henry Wolfe Gummer, de l'actrice Grace Gummer et du top modèle Louisa Gummer. Elle s'est mariée en juillet 2011 avec l'acteur Benjamin Walker. Le couple s'est séparé en 2013.
En 2019, elle épouse Mehar Sethi qui est un scénariste et producteur délégué. Il a notamment été scénariste sur la série BoJack Horseman. Ils ont eu un enfant, un garçon.

## Filmographie

### Cinéma
- 1986 : La Brûlure (Heartburn) de Mike Nichols : Annie Forman
- 2006 : Faussaire (The Hoax) de Lasse Hallström : Dana
- 2008 : Le Temps d'un été (Evening) de Lajos Koltai : Lila, jeune
- 2008 : Stop-Loss de Kimberly Peirce : Jeanie
- 2008 : The Loss of a Teardrop Diamond de Jodie Markell (en) : Julie
- 2009 : Hôtel Woodstock (Taking Woodstock) d'Ang Lee : Tisha, l'assistante de Lang
- 2009 : The Lightkeepers de Daniel Adams : Ruth
- 2010 : Coach de Will Frears : Stella
- 2010 : Twelve Thirty de Jeff Lipsky : Maura
- 2010 : The Ward : L'Hôpital de la terreur (The Ward) de John Carpenter : Emily
- 2013 : Effets secondaires (Side Effects) de Steven Soderbergh : Kayla
- 2013 : The Lifeguard de Liz W. Garcia : Mel
- 2013 : He's Way More Famous Than You (en) de Michael Urie : elle-même
- 2014 : Echo Park d'Amanda Marsalis : Sophie
- 2015 : Cake de Daniel Barnz : Bonnie
- 2015 : The End of the Tour de James Ponsoldt : Julie
- 2015 : Ricki and the Flash de Jonathan Demme : Julie
- 2017 : An Actor Prepares de Steve Clark : Annabelle
- 2018 : Out of Blue de Carol Morley : Jennifer Rockwell
- 2021 : Separation de William Brent Bell : Maggie Vahn

### Courts métrages
- 2003 : Reservations de Joey Elkins et Blake Silver : hôtesse
- 2008 : All Saints Day de Will Frears : Lily
- 2008 : Alabama Leaves d'Antoine Wagner
- 2025 : In the Pocket de Julie Cavaliere : Gaila

### Télévision
- 2008 : John Adams [Minisérie télévisée] de Tom Hooper : Sally Smith Adams (3 épisodes)
- 2010-2015 : The Good Wife créé par Michelle King et Robert King : Nancy Crozier (8 épisodes)
- 2011 : Off the Map : Urgences au bout du monde (Off the Map) créée par Jenna Bans : Dr Mina Minard (1 épisode)
- 2011 : A Gifted Man de Peter Werner : Gemma (épisode 7 In Case of Exposure)
- 2012 : The Big C créé par Darlene Hunt (en) : Maxine Cooper (3 épisodes)
- 2012-2013 : Dr Emily Owens (Emily Owens M.D.) créé par Jennie Snyder : Dr Emily Owens (13 épisodes)
- 2014 : Elementary créé par Robert Doherty : Margaret Bray (1 épisode)
- 2014 : The Money de Justin Chadwick (téléfilm) : Tricia Castman
- 2015 : Manhattan de Sam Shaw : Nora (6 épisodes)
- 2015 : The Walker (1 épisode)
- 2016 : The Collection de Oliver Goldstick : Helen Sabine (8 épisodes)
- 2018 : Robot Chicken : Carly / femme blonde (voix) (1 épisode)
- 2018 : Castle Rock de Sam Shaw : la mère de Matthew Deaver (1 épisode)
- 2018-2021 : The Good Fight : Nancy Crozier (2 épisodes)
- 2019 : True Detective de Nic Pizzolatto : Lucy Purcell (6 épisodes)
- 2020 : L'Etoffe des héros (The Right Stuff) : Jerrie Cobb (2 épisodes)
- 2020-2024 : Blood of Zeus : Electre (voix) (7 épisodes)
- 2022 : DMZ : Rose (1 épisode)
- 2025 : We Were Liars : Carrie Sinclair (8 épisodes)